# Archäologisches Museum Amman

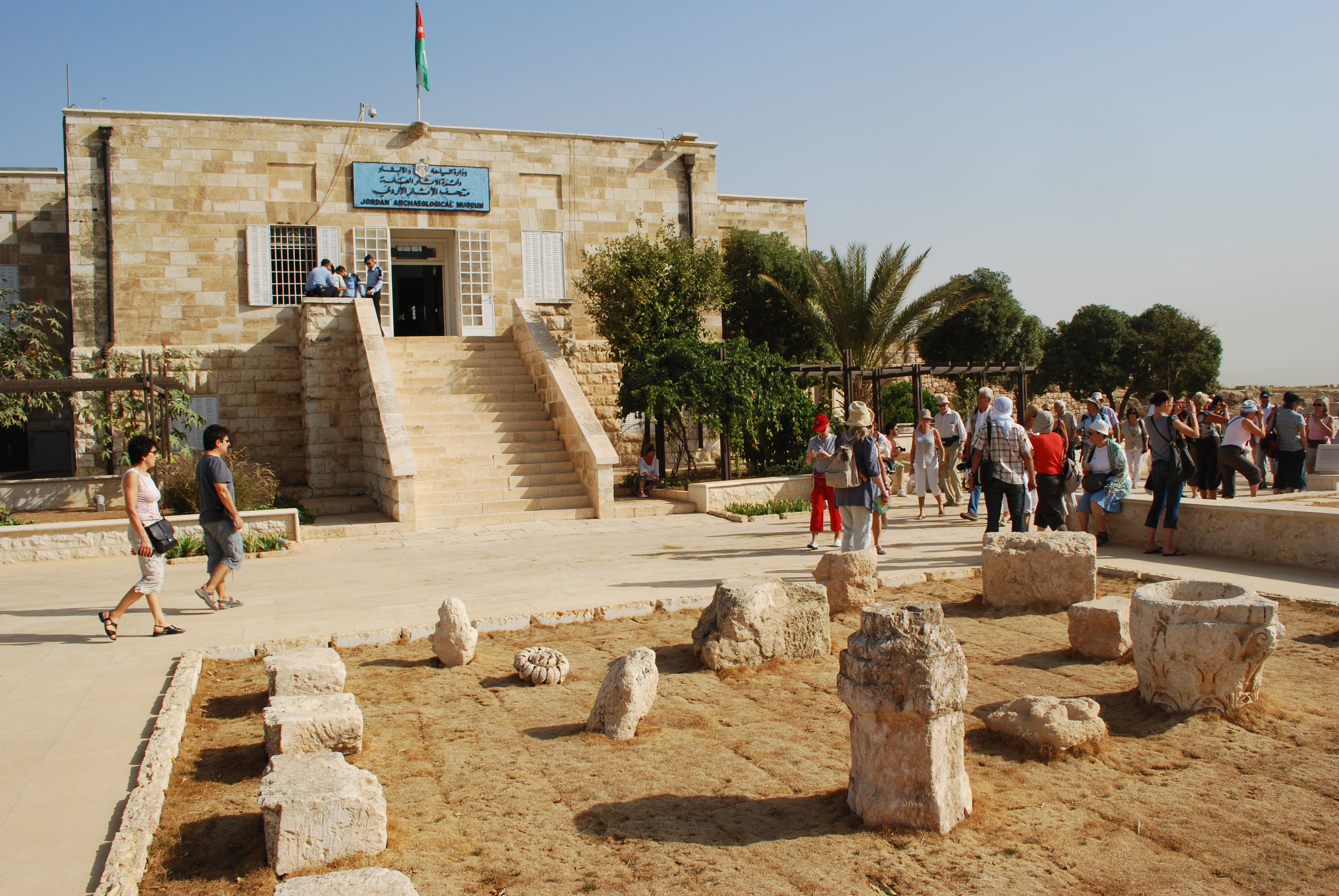
Eingang zum Archäologischen Museum in der Zitadelle von Amman

Das Jordanische Archäologiemuseum (arabisch متحف الآثار الأردني, DMG Matḥaf al-Āṯār al-Urdunnī) war bis zur Eröffnung des Jordanischen Nationalmuseums 2014 das Hauptmuseum in Amman. Es befindet sich auf dem Zitadellenhügel der Stadt.

## Beschreibung
Das Museum wurde 1951 eröffnet und zeigt Ausstellungsstücke von archäologischen Fundstätten in Jordanien in chronologischer Ordnung, beginnend in der Jungsteinzeit bis hin zur byzantinischen Zeit. 
Die Sammlungen werden auf zwei Stockwerken mit insgesamt 525 m² in  präsentiert. Sie enthalten Alltagsgegenstände wie Feuerstein-, Glas-, Metall- oder Keramikgefäße ebenso wie Statuen (darunter der Stehende Ammoniter), Schmuck und andere Kunstgegenstände. Bedeutende Funde stammen aus ʿAin Ghazal. Das Museum besitzt auch eine Münzsammlung.
Seit 2014 sind einige der Exponate im neuen Jordanischen Nationalmuseum in Ras al-Ein in Amman zu sehen. Eine Zweigstelle des Museums war das Palästinensische Nationalmuseum (Rockefellermuseum) im damals jordanisch besetzten Ostjerusalem, das 1966 von der jordanischen Regierung verstaatlicht wurde. Seit der Eroberung Ostjerusalems durch Israel im Sechstagekrieg befindet sich das Museum unter israelischer Verwaltung.
Seit Januar 2017 läuft das Projekt „DOJAM – Dokumentation von Objekten in jordanischen archäologischen Museen“ zwischen dem DEI Amman und dem Department of Antiquities of Jordan (DoA). Es widmet sich der Erhaltung und Inventarisierung der archäologischen Objekte, die in den Museen Jordaniens lagern oder ausgestellt sind. Begonnen wurde mit den Arbeiten im Archäologischen Museum Amman.